# Municipio de Hamilton (condado de Lawrence)
El municipio de Hamilton (en inglés, Hamilton Township) es un municipio del condado de Lawrence, Ohio, Estados Unidos. Tiene una población estimada, a mediados de 2021, de 1625 habitantes.

## Geografía
Está ubicado en las coordenadas 38°34′33″N 82°43′57″O / 38.57583, -82.73250 (38.575931, -82.732385). Según la Oficina del Censo de los Estados Unidos, tiene una superficie total de 29.90 km², de la cual 28.57 km² corresponden a tierra firme y 1.33 km² son agua.

## Demografía
Según el censo de 2020, en ese momento había 1648 personas residiendo en la zona. La densidad de población era de 57.7 hab./km². El 95.7 % de los habitantes eran blancos, el 0.9 % eran afroamericanos, el 0.1 % eran asiáticos, el 0.1 % eran de otras razas y el 3.2 % eran de una mezcla de razas. Del total de la población, el 1.4 % eran hispanos o latinos de cualquier raza.